# Горно Ябуково
Горно Ябуково (на сръбски: Горње Јабуково или Gornje Jabukovo) е село в Югоизточна Сърбия, Пчински окръг, община Владичин хан.

## Население
Според преброяването на населението от 2011 г. селото има 127 жители.

### Етнически състав
Данните за етническия състав на населението са от преброяването през 2002 г.
- сърби – 154 жители (100%)